# Modène (Vaucluse)
Pour les articles homonymes, voir Modène (homonymie).
Modène est une commune française située dans le département de Vaucluse, en région Provence-Alpes-Côte d'Azur.

## Géographie

Modène, une des communes du piémont du mont Ventoux.

Modène est une petite commune posée sur le piémont du mont Ventoux, au sud de celui-ci, et à 8 kilomètres au nord-est de Carpentras.
|        | Malaucène | Crillon-le-Brave        |
| Caromb | Modène    | Saint-Pierre-de-Vassols |
|        | Mazan     |                         |

### Accès et transports
La route départementale 55 passe sur la commune et arrive au bourg.
L'autoroute le plus proche est l'autoroute A7 et la gare TGV celle d'Avignon.

### Relief
La commune est relativement plate dans la partie au sud du bourg (entre 164 et 190 mètres) et connait un relief plus important (jusqu'à 409 mètres d'altitude) dans sa partie au nord, en direction de Crillon-le-Brave et du Mont Ventoux.

### Sismicité
Les cantons de Bonnieux, Apt, Cadenet, Cavaillon, et Pertuis sont classés en zone Ib (risque faible). Tous les autres cantons du département de Vaucluse, dont celui de Carpentras auquel appartient la commune, sont classés en zone Ia (risque très faible). Ce zonage correspond à une sismicité ne se traduisant qu'exceptionnellement par la destruction de bâtiments.

### Hydrographie
La commune est arrosée par la Mède qui prend sa source sur les pentes du Mont Ventoux.
Passe aussi le ou la « Mayre de la Font de Clapiers » sur un axe nord-sud.

### Climat
Pour des articles plus généraux, voir Climat de Provence-Alpes-Côte d'Azur et Climat de Vaucluse.
En 2010, le climat de la commune est de type climat méditerranéen franc, selon une étude du Centre national de la recherche scientifique s'appuyant sur une série de données couvrant la période 1971-2000. En 2020, Météo-France publie une typologie des climats de la France métropolitaine dans laquelle la commune est dans une zone de transition entre le climat de montagne et le climat méditerranéen et est dans la région climatique  Provence, Languedoc-Roussillon, caractérisée par une pluviométrie faible en été, un très bon ensoleillement (2 600 h/an), un été chaud (21,5 °C), un air très sec en été, sec en toutes saisons, des vents forts (fréquence de 40 à 50 % de vents > 5 m/s) et peu de brouillards. 
Pour la période 1971-2000, la température annuelle moyenne est de 13,5 °C, avec une amplitude thermique annuelle de 17,4 °C. Le cumul annuel moyen de précipitations est de 707 mm, avec 5,9 jours de précipitations en janvier et 3 jours en juillet. Pour la période 1991-2020, la température moyenne annuelle observée sur la station météorologique de Météo-France la plus proche, « Carpentras », sur la commune de Carpentras à 8 km à vol d'oiseau, est de 14,7 °C et le cumul annuel moyen de précipitations est de 665,5 mm. 
La température maximale relevée sur cette station est de 44,3 °C, atteinte le 28 juin 2019 ; la température minimale est de −15,4 °C, atteinte le 7 janvier 1985,,. 
Les paramètres climatiques de la commune ont été estimés pour le milieu du siècle (2041-2070) selon différents scénarios d'émission de gaz à effet de serre à partir des nouvelles projections climatiques de référence DRIAS-2020. Ils sont consultables sur un site dédié publié par Météo-France en novembre 2022.

#### Le mistral
Dans cette commune qui produit des Ventoux (AOC) aucun vigneron ne se plaint du mistral - même violent, car celui-ci a des avantages bénéfiques pour le vignoble. Appelé le « mango-fango », le mangeur de boue, il élimine toute humidité superflue après les orages, dégage le ciel et lui donne sa luminosité, préserve les vignes de nombre de maladies cryptogamiques et les débarrasse d'insectes parasites.

## Urbanisme

### Typologie
Au 1er janvier 2024, Modène est catégorisée commune rurale à habitat dispersé, selon la nouvelle grille communale de densité à sept niveaux définie par l'Insee en 2022.
Elle appartient à l'unité urbaine d'Avignon, une agglomération inter-régionale regroupant 59  communes, dont elle est une commune de la banlieue,,. Par ailleurs la commune fait partie de l'aire d'attraction de Carpentras, dont elle est une commune de la couronne,. Cette aire, qui regroupe 21 communes, est catégorisée dans les aires de 50 000 à moins de 200 000 habitants,.

### Occupation des sols
L'occupation des sols de la commune, telle qu'elle ressort de la base de données européenne d’occupation biophysique des sols Corine Land Cover (CLC), est marquée par l'importance des territoires agricoles (86,3 % en 2018), en diminution par rapport à 1990 (91,2 %). La répartition détaillée en 2018 est la suivante : 
cultures permanentes (60,2 %), zones agricoles hétérogènes (26 %), forêts (8 %), zones urbanisées (5,7 %), milieux à végétation arbustive et/ou herbacée (0,1 %). L'évolution de l’occupation des sols de la commune et de ses infrastructures peut être observée sur les différentes représentations cartographiques du territoire : la carte de Cassini (XVIIIe siècle), la carte d'état-major (1820-1866) et les cartes ou photos aériennes de l'IGN pour la période actuelle (1950 à aujourd'hui).

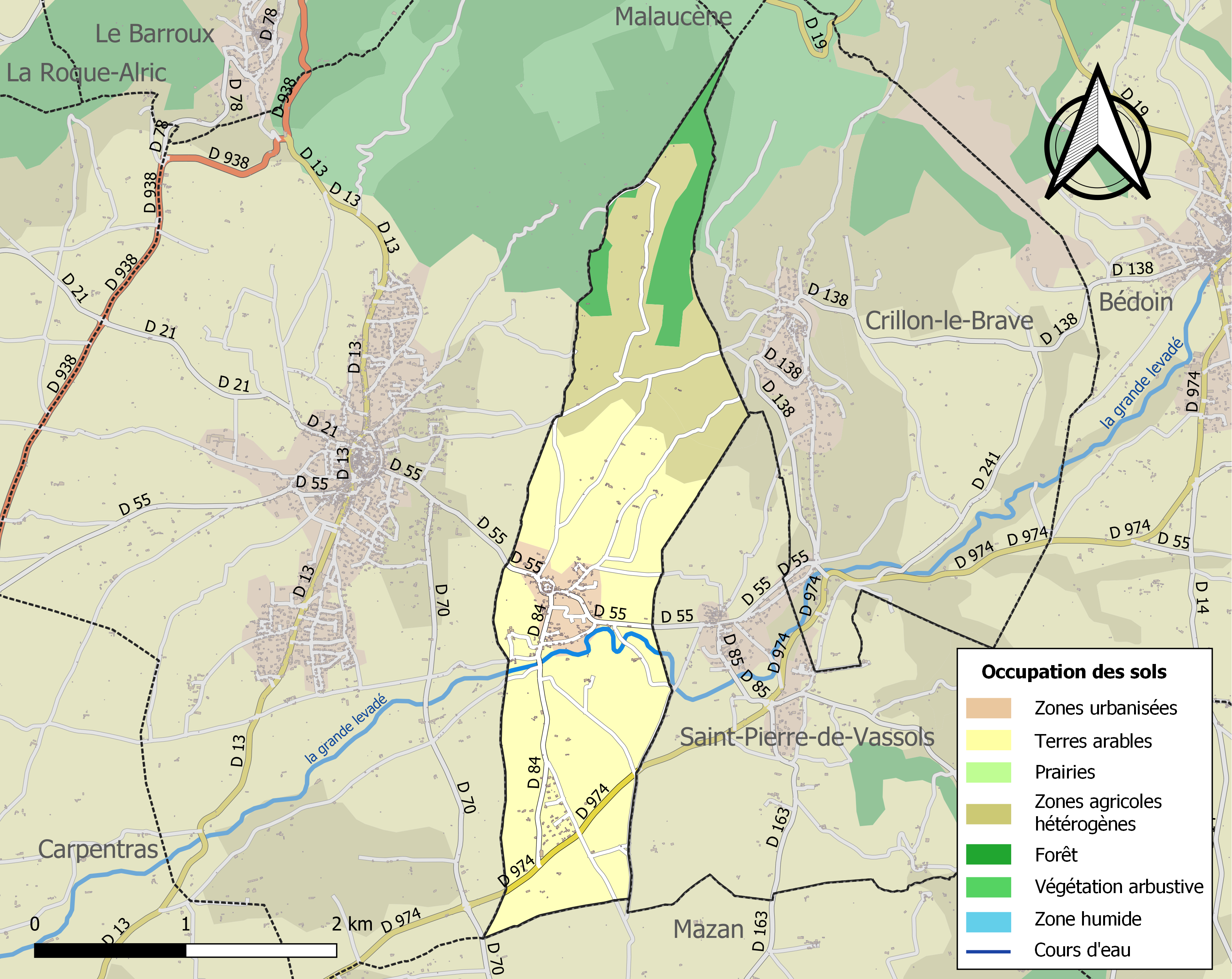
Carte des infrastructures et de l'occupation des sols de la commune en 2018 (CLC).

## Toponymie
Le village est cité en 1230 sous le nom de Maudena (cette ancienne graphie est homophonique de la ville italienne de Modène qui se dit et s'écrit Modena).

## Histoire

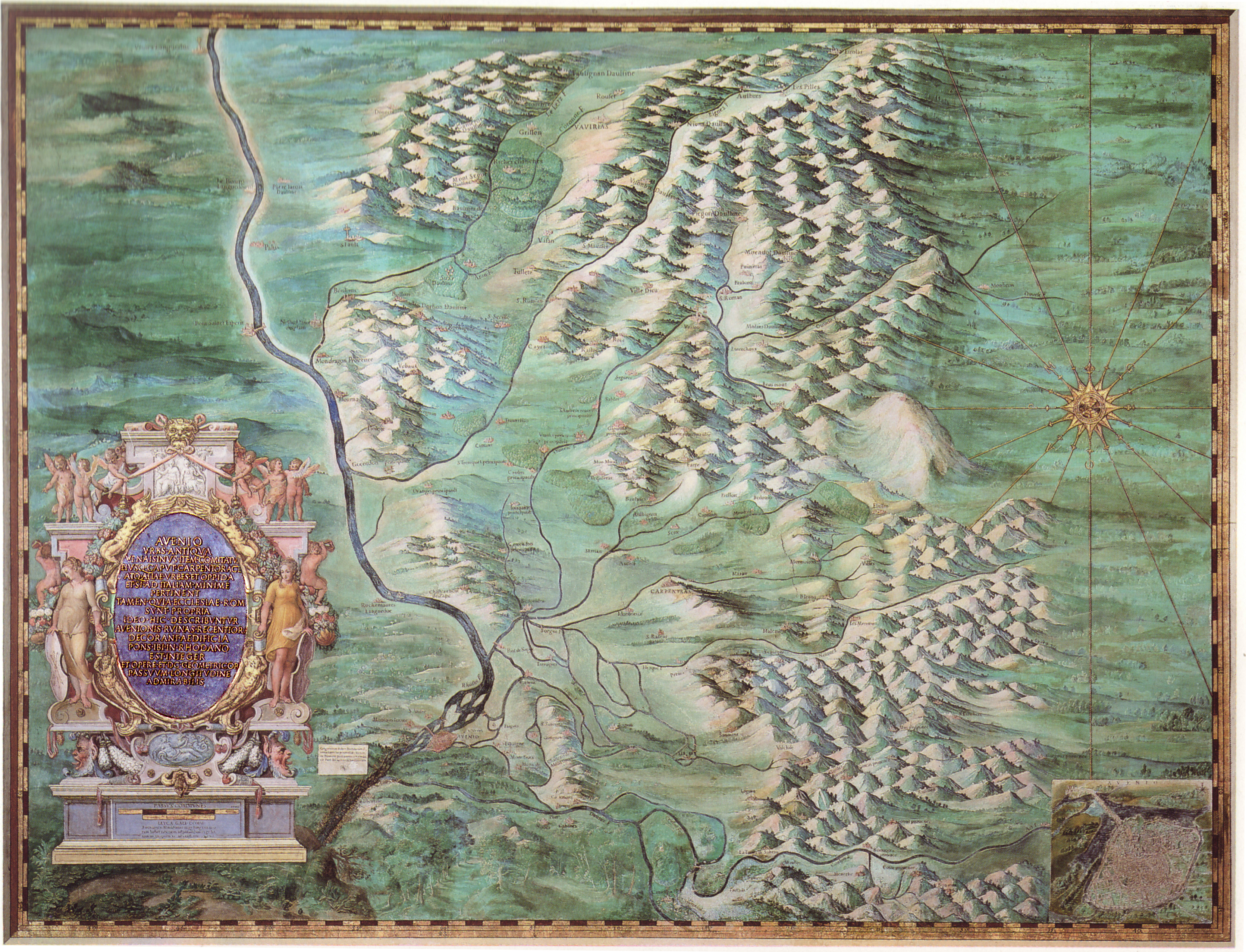
Cette ancienne carte (1580-1583) montre le bourg de Modène au cœur d'une forêt.

### Moyen Âge
Les bénédictins s'y établirent au VIIIe siècle. Ce fut une seigneurie des Rainoard au XIIe siècle puis des Raimond (Rémond) de Mormoiron au XIIIe siècle.
1720, la grande peste ravage la Provence.

### Période moderne
Le 12 août 1793 fut créé le département de Vaucluse, constitué des districts d'Avignon et de Carpentras, mais aussi de ceux d'Apt et d'Orange, qui appartenaient aux Bouches-du-Rhône, ainsi que du canton de Sault, qui appartenait aux Basses-Alpes.
Au XIXe siècle, on y cultive la vigne et le mûrier.

### Période contemporaine
En 1900, pour la première fois apparait l’appellation côtes-du-ventoux. Ce baptême a lieu pour un repas de noce. Sur le menu est calligraphié vins des Côtes du Ventoux et des Crans. Ces vins sont tous millésimés et datés de 1870, 1890 et 1895, soit des vins vieux de 5 à 30 ans. C'est à partir de 1939 que les vignerons du secteur constituent un syndicat des vins du Ventoux. Grâce à leur action, leurs vins sont classés en Vin Délimité de Qualité Supérieure (VDQS) dès 1953 puis accèdent enfin à l’AOC le 27 juillet 1973.

### Héraldique
| Modène | Les armes peuvent se blasonner ainsi : D'argent à la croix de gueules chargée de cinq coquilles du champ. |

## Politique et administration

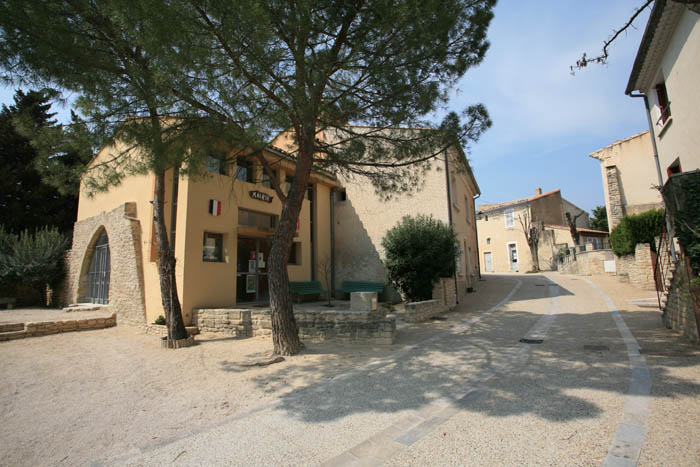
La mairie.

| Période                                  | Période  | Identité         | Étiquette | Qualité |
| ---------------------------------------- | -------- | ---------------- | --------- | ------- |
| avant 1995                               | 2001     | Joseph Gleizes   |           |         |
| mars 2001                                | 2014     | Aimé Mornet      |           |         |
| 2014                                     | 2020     | Christian Ripert |           |         |
| 2020                                     | En cours | Norbert Lepatre  |           |         |
| Les données manquantes sont à compléter. |          |                  |           |         |

## Démographie
L'évolution du nombre d'habitants est connue à travers les recensements de la population effectués dans la commune depuis 1793. Pour les communes de moins de 10 000 habitants, une enquête de recensement portant sur toute la population est réalisée tous les cinq ans, les populations de référence des années intermédiaires étant quant à elles estimées par interpolation ou extrapolation. Pour la commune, le premier recensement exhaustif entrant dans le cadre du nouveau dispositif a été réalisé en 2007.

En 2022, la commune comptait 461 habitants, en évolution de +1,77 % par rapport à 2016 (Vaucluse : +1,73 %, France hors Mayotte : +2,11 %).
| 1793 | 1800 | 1806 | 1821 | 1831 | 1836 | 1841 | 1846 | 1851 |
| ---- | ---- | ---- | ---- | ---- | ---- | ---- | ---- | ---- |
| 193  | 191  | 199  | 217  | 244  | 201  | 216  | 227  | 243  |

| 1856 | 1861 | 1866 | 1872 | 1876 | 1881 | 1886 | 1891 | 1896 |
| ---- | ---- | ---- | ---- | ---- | ---- | ---- | ---- | ---- |
| 255  | 240  | 232  | 188  | 166  | 166  | 172  | 152  | 151  |

| 1901 | 1906 | 1911 | 1921 | 1926 | 1931 | 1936 | 1946 | 1954 |
| ---- | ---- | ---- | ---- | ---- | ---- | ---- | ---- | ---- |
| 158  | 172  | 155  | 146  | 144  | 136  | 116  | 122  | 158  |

| 1962 | 1968 | 1975 | 1982 | 1990 | 1999 | 2006 | 2007 | 2012 |
| ---- | ---- | ---- | ---- | ---- | ---- | ---- | ---- | ---- |
| 168  | 163  | 174  | 217  | 252  | 275  | 374  | 388  | 449  |

| 2017 | 2022 | - | - | - | - | - | - | - |
| ---- | ---- | - | - | - | - | - | - | - |
| 453  | 461  | - | - | - | - | - | - | - |

## Économie

### Agriculture
Il existe sur la commune une culture de la vigne dans le but d'une production de vins AOC Ventoux, anciennement « Côtes du Ventoux », mais aussi de productions fruitières (dont olives et cerises).

### Tourisme
Le piémont du mont Ventoux attire de nombreux cyclistes.
Le lavoir, les ruelles et le château ont aussi un attrait pour les curieux.
La commune dispose en son bourg d'une chambre d'hôte d'excellente réputation, ainsi que de gites.

## Vie locale
Les petits commerces se trouvent à Caromb, Saint-Pierre-de-Vassols ou encore les supermarchés à Carpentras.

### Santé
Il n'y a aucun équipement particulier de santé dans la commune, mais une pharmacie et une maison de retraite dans la commune voisine de Caromb et un hôpital à Carpentras.

### Sports
La proximité du mont Ventoux est propice aux randonnées pédestres, cyclotouristiques et à VTT.

### Cultes
Catholique : L'église Notre-Dame-de-Liesse.

### Écologie et recyclage
La collecte et traitement des déchets des ménages et déchets assimilés et la protection et mise en valeur de l'environnement se font dans le cadre de la Communauté d'agglomération Ventoux-Comtat Venaissin.

## Lieux et monuments

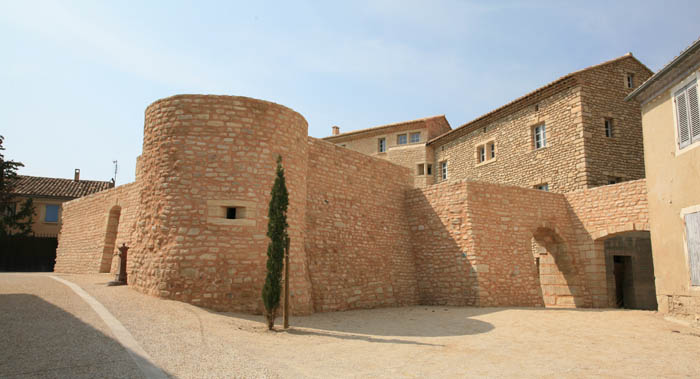
Le château.

Le cœur du bourg est assez agréable avec l'entrée par une ancienne porte avec campanile et horloge, une église, Notre-Dame-de-Liesse, construite au XVIIe s., ornée d'une rare litre funéraire, des ruelles caladées et enfin les restes de la fortification de l'ancien château.
En bordure du cœur du bourg, une fontaine dite « fontaine des 4 saisons », puis une ancienne Noria en très bon état de conservation (privée).

## Personnalités liées à la commune
- Patrie d'Esprit Raymond de Mormoiron, comte de Modène, Chambellan de Gaston de France (frère de Louis XIII), amant de Madeleine Béjart et père potentiel d'Armande Béjart[16]. Avec Madeleine Béjart ils ont eu une fille Françoise[23] ;
- Sophie Makhno, chanteuse et autrice-compositrice-interprète résidant sur la commune jusqu'à son décès en 2007.